# 阿维尔尼

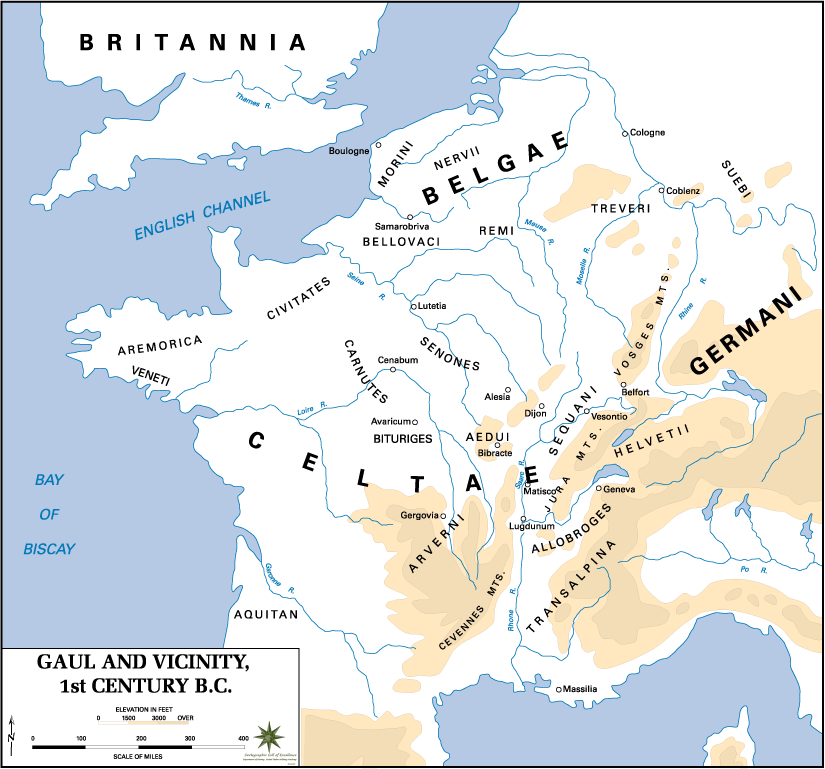
公元前一世纪的高卢。这张图中清楚地显示着阿维尔尼部落的位置。

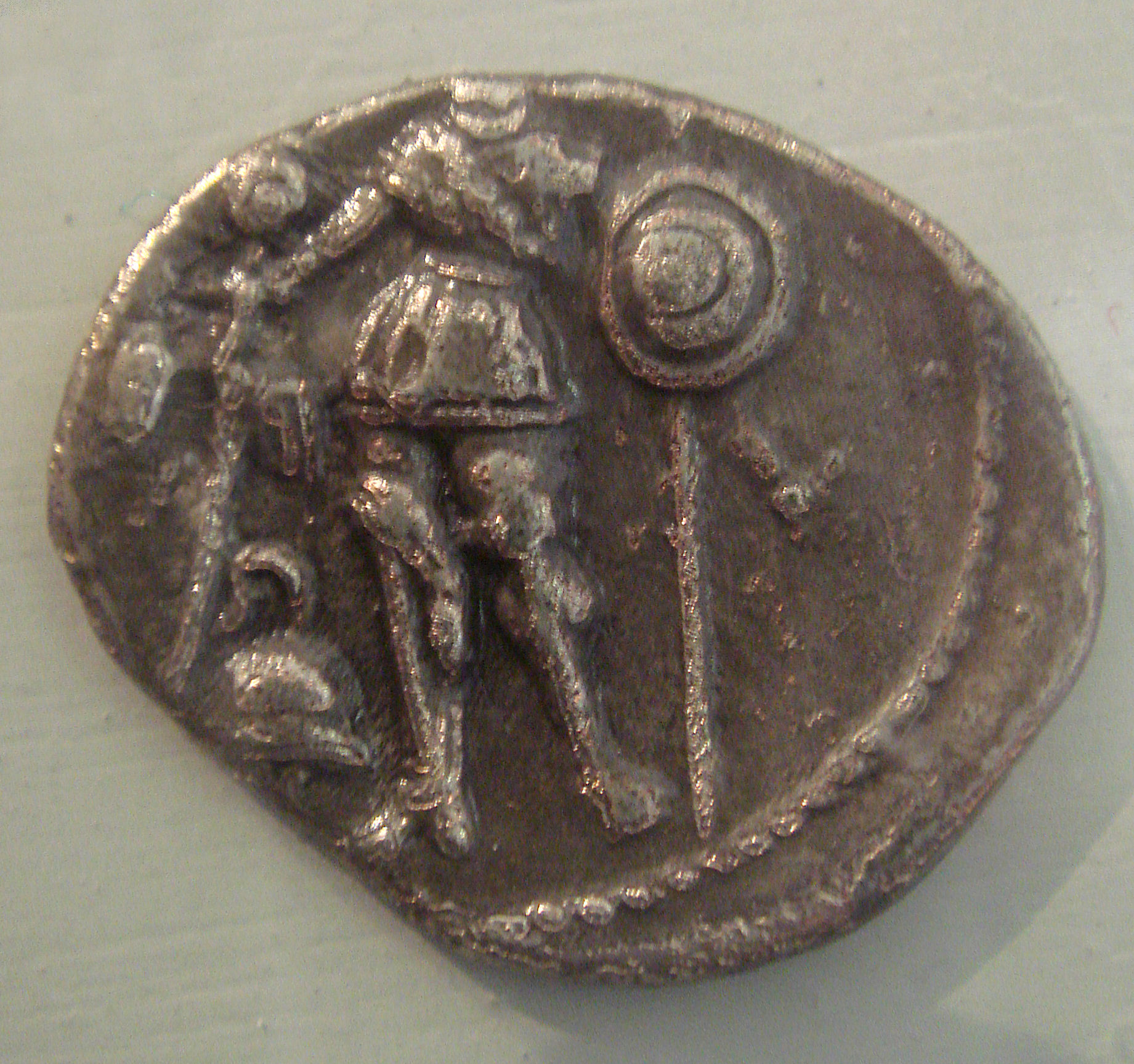
描绘着战士的阿维尔尼硬币, 公元前5世纪到公元前1世纪。

阿维尔尼（Arverni）是公元前七世纪至被罗马征服前生活在现今法国奥弗涅地区的一个高卢部落。作为高卢最强大的部落之一，他们多次与罗马人作战。阿维尔尼人最重要的聚落是靠近今天法国克莱蒙费朗的日尔戈维亚。

## 早期历史
阿维尔尼曾经在公元前3世纪和公元前2世纪，国王Luernios统治时期，一度成为高卢地区最强大的霸主。但在公元前121年，他的儿子（或者是孙子）比图伊托斯败给了罗马人，部落的优势逐渐让位于埃杜依人和塞广尼人。不像在凯尔特战争后被罗马直接统治的阿洛布羅基人，阿维尔尼人通过谈判签订的协议争取到了独立，尽管拥有的领土已经很少了。针对阿维尔尼国王没有进一步的历史记录，但当时他们可能采用了一种立宪式的寡头政体。之后，阿维尔尼人至少两次尝试重建他们的统治。阿维尔尼人的战败直接促成罗马行省纳尔榜高卢的建立。

## 高卢战争时期

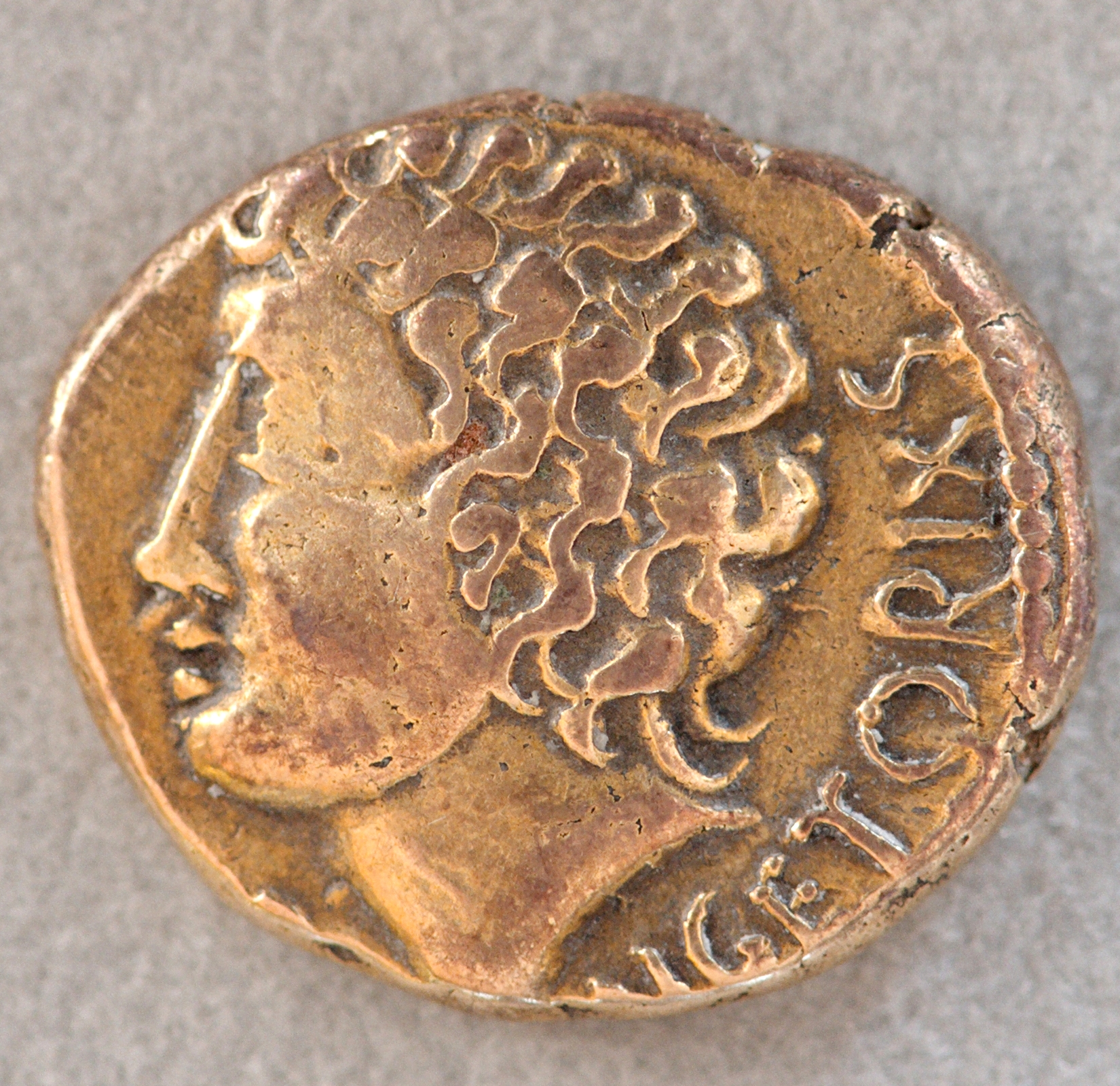
维钦托利

阿维尔尼人在凯撒于公元前58到51年的高卢战争中扮演着重要角色。起初，阿维尔尼部落的贵族试图避免与凯撒的侵略军正面接触，并且处死了想要统治整个高卢的首领Celtillus。公元前52年，Celtillus的儿子维钦托利组织起他的支持者与罗马对抗，但是遭到了来自“首都”日尔戈维亚的贵族的驱逐，这其中甚至包括他的叔叔Gobanitio。于是，他拉起一支军队，回到日尔戈维亚，赶走了他的反对者，并且宣布自己为国王。之后，维钦托利联合其它部落打造了一个高卢同盟，带领他们与罗马人作战。这是高卢人最后一次对罗马人有力的反击，在日尔戈维亚战役中还重创了凯撒军，但最终，维钦托利还是在阿莱西亚之战中败给凯撒。